# Оуэн, Фрэнк (бейсболист)
Фрэнк Малколм Оуэн (англ. Frank Malcolm Owen, 23 декабря 1879, Ипсиланти, Мичиган — 24 ноября 1942, Дирборн, там же) — американский бейсболист, питчер. Победитель Мировой серии 1906 года в составе «Чикаго Уайт Сокс». Один из десяти питчеров в истории лиги, одержавший победы в двух полных играх в один день.

## Карьера
Он родился 23 декабря 1879 года в городе Ипсиланти в семье Фрэнка и Джорджины Оуэн. Подростком он играл в бейсбол за любительские команды. Известно, что позже он учился в университете штата Мичиган. В Главной лиге бейсбола Оуэн дебютировал 26 апреля 1901 года в составе «Детройт Тайгерс», затем с 1903 по 1909 год играл за «Чикаго Уайт Сокс».
Первого июля 1905 года Фрэнк одержал две победы в один день в играх против «Сент-Луис Браунс». Матчи завершились со счётом 3:2 и 2:0, питчер «Чикаго» в них позволил сопернику выбить всего семь хитов. По состоянию на 2020 год Оуэн остаётся одним из десяти питчеров, которые выиграли по две полных игры в один день. Также он известен как первый питчер в Американской лиге, которому удалось украсть дом. В Мировой серии 1906 года Оуэн сыграл во втором матче, выйдя на замену и проведя на поле шесть иннингов.
После завершения карьеры в 1909 году, Фрэнк жил в Дирборне. Он играл и тренировал ряд городских любительских команд, работал на компанию Ford. Оуэн дважды был женат, но остался бездетным. Он умер в отеле Фордсон в Дирборне 24 ноября 1942 года в возрасте 62 лет. Похоронен в Детройте.